# John Heinz

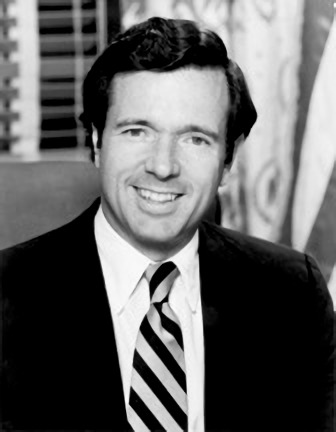
Henry John Heinz III

Henry John Heinz III (* 23. Oktober 1938 in Pittsburgh, Pennsylvania; † 4. April 1991 in Montgomery, Pennsylvania) war ein US-amerikanischer Politiker (Republikanische Partei), der den Bundesstaat Pennsylvania in beiden Kammern des Kongresses vertrat.
Heinz war ein Urenkel und Erbe von Henry John Heinz, dem Gründer des Lebensmittelkonzerns H. J. Heinz Company. Er war verheiratet mit Teresa Simoes Ferreira, die nach seinem Tod die Frau von John Kerry wurde.
Nach seinem Studium an der Phillips Exeter Academy, der Yale University und der Harvard Business School ging er im Jahr 1963 zur United States Air Force. Von 1971 bis 1976 war er Abgeordneter im Repräsentantenhaus der Vereinigten Staaten, anschließend wurde er zum US-Senator gewählt. 1982 und 1988 gelang ihm jeweils die Wiederwahl, wobei er jedes Mal ansehnliche Geldbeträge in seinen Wahlkampf investierte.
Heinz starb bei einem Absturz seines Privatflugzeugs, bei dem sechs weitere Personen ums Leben kamen. Sein Flugzeug hatte Probleme mit den Landeklappen und ein Helikopter war aufgestiegen, um dieses Problem zu untersuchen. Dabei kollidierten die beiden Fluggeräte und stürzten auf eine Schule, wo auch zwei spielende Kinder ums Leben kamen.
Eine Schule und mehrere Forschungseinrichtungen sind nach Heinz benannt. In seinem Todesjahr 1991 wurde er zum Mitglied der American Philosophical Society gewählt.